# Kiss Ernő (színművész)
Kiss Ernő (Nagykanizsa, 1974. július 13. –) Jászai Mari-díjas magyar színész.

## Életpályája
Nagykanizsán született 1974. július 13-án. Középiskolai tanulmányait Zalaegerszegen, a Ságvári Endre Gimnáziumban és a Kölcsey Ferenc Gimnáziumban végezte. 1992 és 1995 között a Nádasdy Kálmán Színészképző Stúdió hallgatója, majd a zalaegerszegi Hevesi Sándor Színház társulatának tagja, 1999-től színművésze. 2009-ben Jászai Mari-díjat kapott.

## Fontosabb színházi szerepei
- Georges Feydeau: Fel is út, le is út!... Úr
- Georges Feydeau: A hülyéje... Soldignac
- Baj László: Macskalandor-o.k. ... Vasmacs, macskalandor
- Dale Wassermann: Kakukkfészek... Warren ápoló
- Trevor Griffith: Komédiások... Gethin Price
- William Shakespeare: Rómeó és Júlia... Capulet
- William Shakespeare: Lear király... Bolond; Edgar (Gloucester gróf fia)
- William Shakespeare: III. Richárd... Lord Stanley
- William Shakespeare: Hamlet... Polonius
- William Shakespeare: Makrancos hölgy, avagy a személyiség megzabolázása... Grumio
- William Shakespeare: A windsori víg nők... Falstaff
- Molière: Tartuffe... Orgon
- Kálmán Imre – Békeffi István - Kellér Dezső: Csárdáskirálynő... Tonelli
- Jim Jacobs – Warren Casey: Grease... Vince Dj Zsellér
- Molnár Ferenc: Liliom... Ficsúr
- Molnár Ferenc – Kocsák Tibor – Miklós Tibor: A vörös malom... Adjutáns
- Molnár Ferenc: A doktor úr... Dr. Sárkány
- Reginald Rose: Tizenkét dühös ember... 7. esküdt
- Dés László – Geszti Péter – Békés Pál: A dzsungel könyve... Buldeo
- Rákoss Péter: A mumus... Apa
- Ray Lawler: A tizenhetedik baba nyara... Barney
- Bereményi Géza: Az arany ára... Gombacsik
- Bereményi Géza: Shakespeare királynője... Standen (idős nemes; I Polgár)
- Bereményi Géza – Kovács Krisztina: Apacsok... Apa (tartótiszt)
- Edmond Rostand: Cyrano de Bergerac... Brissaille, lovag
- Tamási Áron: Énekes madár... Kömény Móka, fiatal legény
- Friedrich Schiller: Haramiák... Razmann
- Jean Anouilh: Eurüdike... Autóbuszsofőr
- Joseph Stein: Hegedűs a háztetőn... Percsik, diák
- Dobozy Imre: Tizedes meg a többiek... Gáspár, honvéd
- Horváth Péter: A farkas szempillái... Öregapó, Tokudzsiro, Kapdosó Meztelen
- Szophoklész: Philoktétész... hajós
- Oscar Wilde: Bunbury... Algernon Moncrieff
- Alex Koenigsmark: Agyő, kedvesem!... Eduard (zongorista)
- Vörösmarty Mihály: Csongor és Tünde... Balga
- Terrence McNally – David Yazbek: Alul semmi... Dave Bukatinsky
- Lázár Ervin: A kisfiú meg az oroszlánok... Bruckner Szigfrid Oroszlán (Nyugdíjas Artista És Főzsonglőr (Mellesleg A Szavannák Ura))
- Szilágyi László – Kellér Dezső: 3:1 a szerelem javára... Gheswick
- Móricz Zsigmond: Úri muri... Borbíró Bence
- Bertolt Brecht – Kurt Weill: Koldusopera... Horgas Ujjú Jakab (Ede)
- Henrik Ibsen: A fiatalok szövetsége... Dr. Fjeldbo (üzemorvos)
- Molière: A fösvény... Jacques (Harpagon lovásza és szakácsa)
- Molière: Don Juan... Vasárnap Úr, kereskedő
- Molière: Gömböc úr... II. Orvos, II. Ügyvéd, II. Svájci
- Arthur Miller: A salemi boszorkányok... Hale tiszteletes
- Arthur Miller: Az ügynök halála... Ben bácsi
- Ion Luca Caragiale: Farsang... Jocó (borbélysegéd)
- Georg Büchner: Woyzeck... Ezreddobos
- Madách Imre: Az ember tragédiája... Fáraó, Második demagóg, Negyedik polgár, Egy sans-culotte, Első munkás, Cassius
- Peter Schaffer: Komédia a sötétben... Brindsley Miller (szobrász)
- Háy János: Herner Ferike faterja... Krekács Béla faterja
- Háy János: A Gézagyerek... Gézagyerek (csökkent szellemi képességű, autisztikus férfi)
- Vajda Katalin – Fábri Péter: Anconai szerelmesek... Tomao Nicomaco (anconai polgár)
- Katona József: Bánk bán... Petúr bán
- Ivan Kušan: Galócza... Miroszlav Frankics (Ardonjak titkára)
- Forgách András: Holdvilág és utasa... Szepetneki János
- Nyikolaj Vasziljevics Gogol: A revizor... Anton Antonovics Szkvoznyik (Dmuhanovszkij, polgármester)
- Alfonso Paso: Mennyből a hulla... Carlos
- Tasnádi István: A magyar zombi... Szomszéd Misi
- Tasnádi István: Tranzit... Edző
- Gádor Béla – Tasnádi István: Othello Gyulaházán... Mókuci (bennfentes)
- Hamvai Kornél: Szigliget... Malacsik István (mindenes)
- Szirmai Albert – Bakonyi Károly – Gábor Andor: Mágnás Miska... Pixi gróf
- Ken Ludwig: Primadonnák... Jack Gable
- Paul Portner: Hajmeresztő... Tony Whitcomb (a szalon tulajdonosa)
- Ray Cooney – John Chapman: Kölcsönlakás... Philip Markham
- Ray Cooney: A miniszter félrelép... George Pigden (titkár)
- Ray Cooney: Család ellen nincs orvosság... Dr. Hubert Bonney
- Ray Cooney: Páratlan páros... Stanley Curtis
- Tamási Áron: Csalóka szivárvány... Duka Vendel
- Egressy Zoltán: Fafeye, a tenger ész... Buttander
- László Miklós: Illatszertár... Sipos Úr
- Richard Rodgers – Oscar Hammerstein – Howard Lindsay – Russel Crouse: A muzsika hangja... Max Detweiler
- Szálinger Balázs: Köztársaság... Dara (perzsa származású kalóz)
- Balogh Elemér – Kerényi Imre – Rossa László: Csíksomlyói passió... Annás (Michael, Nabuzárdány, II. pásztor)
- Krusovszky Dénes: Az üveganya... Zoli (Krammer volt cégénél munkás)
- Jaroslav Hašek – Spiró György: Svejk... Bretschneider (titkosrendőr / Blahnik / Vodička, árkász)
- Tolcsvay László – Müller Péter – Bródy János: Doctor Herz... Strasser
- Tolcsvay László – Müller Péter – Müller Péter Sziámi: Isten Pénze... Mr. Fezziwig/ Rendőrkapitány
- Tasnádi István: Közellenség... Várnagy; Nagelschmidt
- Moravetz Levente – Szolnoki Péter: Sárkányszív... Lackfi István
- Francis Veber: Balfácánt vacsorára... Francois
- Martin McDonagh: Vaknyugat... Coleman Connor
- Sarkadi Imre: Az ötödik pecsét... Béla kolléga, kocsmáros
- Eisemann Mihály – Szilágyi László: Én és a kisöcsém... Doktor Sas
- Mikszáth Kálmán: Szent Péter esernyője... Gongoly, glogovai paraszt
- Székely János: Caligula helytartója... Decius
- Déry Tibor – Pós Sándor – Presser Gábor – Adamis Anna: Képzelt riport egy amerikai popfesztiválról... Riporter 2
- Francis Veber: Bérgyilkos a barátom... Pignon
- Claude Magnier: Oscar... Philippe, a masszőr
- Tracy Letts: Augusztus Oklahomában... Charlie Aiken, Mattie férje
- Jókai Mór – Böhm György – Korcsmáros György – Tolcsvay Béla – Tolcsvay László: A kőszívű ember fiai... Rideghváry Bence
- Szakcsi Lakatos Béla – Csemer Géza: Cigánykerék... Agócsi, házmester
- David Seidler: A király beszéde... Lionel Logue, ausztrál beszédtanár
- Rákosi Viktor – Nemlaha György: Elnémult harangok... Zalathnay Barnabás
- Bacsó Péter – Hamvai Kornél: A tanú... Pelikán József
- Mikszáth Kálmán: A Noszty fiú esete Tóth Marival... Kopereczky Izrael Izsák báró
- Gérard Lauzier: Ballépés jobbra... Első Rendőr
- Rideg Sándor: Indul a bakterház... Toppancs

## Filmek, tv
- Bereményi Géza: Az arany ára (színházi előadás tv-felvétele) (1998)
- A Hídember (2002)
- Lopott képek (2006)
- Szabó Magda: Az ajtó (színházi előadás tv-felvétele) (2006)
- Háy János: A Gézagyerek (színházi előadás tv-felvétele) (2008)
- Nyikolaj Vasziljevics Gogol: A revizor (színházi előadás tv-felvétele) (2014)
- Tasnádi István: Közellenség (színházi előadás tv-felvétele) (2015)
- Sánta Ferenc: Az ötödik pecsét (színházi előadás tv-felvétele) (2016)
- Majdnem eltoltam (2018)
- Legyetek szeretettel (2023)

## Díjai, elismerései
- Közönség-díj (2000)
- Soós Imre-díj (2001)
- Forgács-gyűrű (2004)
- POSZT legjobb harminc év alatti színész (2004)
- Jászai Mari-díj (2009)
- Rivalda Fesztivál-Legjobb Férfi Alakítás (2010)
- Máriáss József-díj (2007; 2010)
- Közönség-díj (2011; 2012; 2013)
- Színházbarátok  körének díja (2014)